# Croque-mort

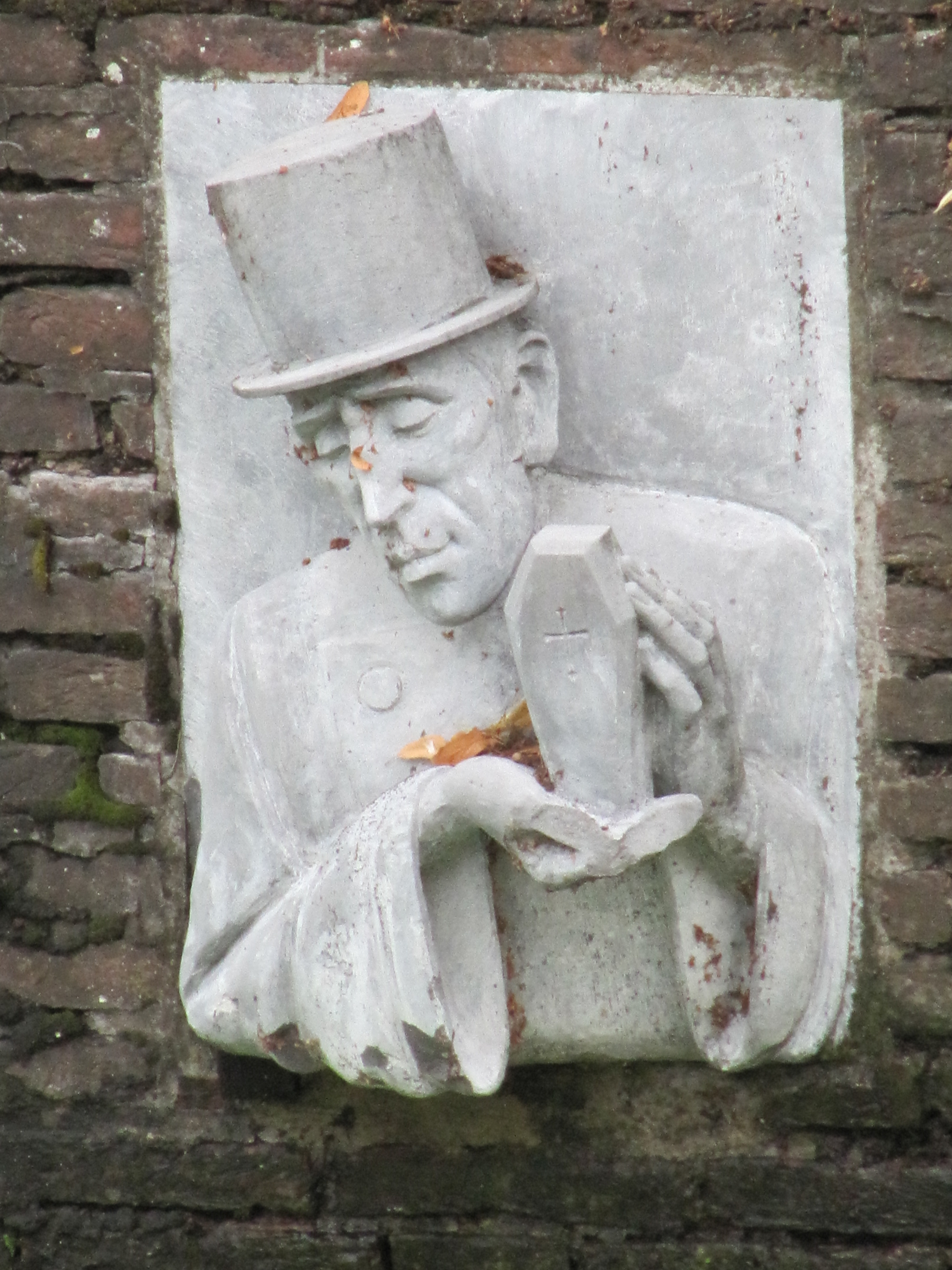
Croque-mort représenté sur une gargouille.

Croque-mort (pl. « croque-morts ») ou croquemort est le surnom populairement donné aux employés des pompes funèbres chargés de la mise en bière des défunts et de leur transport au cimetière. Le mot apparaît vers la fin du XVIIIe siècle, juste avant la Révolution française. Dans notre imaginaire collectif, le croquemort est un personnage sinistre et lugubre, voire porteur de malheur. Cette image ne correspond plus avec la réalité d'un croque-mort, assistant funéraire.
En biologie, le terme désigne parfois des vers ou des insectes nécrophages. C'est aussi le nom d'un récepteur macrophage,.

## Origine de l’appellation
L'origine du nom pourrait venir des épidémies de peste du Moyen Âge pendant lesquelles les nombreux morts étaient rassemblés avec des crochets (crocs), ou, selon la croyance populaire — croyance qui paraît fantaisiste à l'examen étymologique du mot —, faire référence à une ancienne pratique fondée sur le signe de Babinski consistant à mordre l'orteil d'un défunt pour s'assurer de son décès par son manque de réaction. Ce terme qui n'apparaît dans les textes écrits qu'en 1788, proviendrait, selon le Dictionnaire historique de la langue française de l'utilisation du mot "croquer" dans le sens subtiliser, faire disparaître, lors de la mise en bière,. Il se pourrait encore, selon le Centre national de ressources textuelles et lexicales, que l'expression signifie que les employés des pompes-funèbres « croqueraient » (mangeraient) les morts, par exemple en leur subtilisant bijoux et valeurs (dont les alliances et les dents en or), avant de les faire disparaître d'abord dans un cercueil puis sous terre. Cette interprétation serait à rapprocher du mot sarcophage, cuve destinée à recevoir un cadavre, dont l'étymologie grecque Σαρκοφάγος (sarcos désignant la chair et phagein l'action de manger, dévorer) se traduit littéralement par « mangeur de chairs ».

## Formation
L'obligation de formation varie beaucoup d'un pays à l'autre.
En Allemagne, si depuis 2005 une formation est proposée par l'académie Theo-Remmertz de Münnerstadt (de), rien n'est obligatoire et la formation est traditionnellement dispensée par les entreprises.
En Belgique, en 2014, une formation de 140 heures est obligatoire.
En France, par le décret no 95-653 du 9 mai 1995, tous les dirigeants et employés des pompes funèbres, doivent suivre une formation spécifique. Depuis janvier 2013, un diplôme est indispensable.
En Suisse, en 2016, l'absence de réglementation fédérale quant à la formation des croque-morts pose des problèmes pouvant conduire à des procès pour escroquerie et atteinte à la paix des morts.

## Dans la littérature

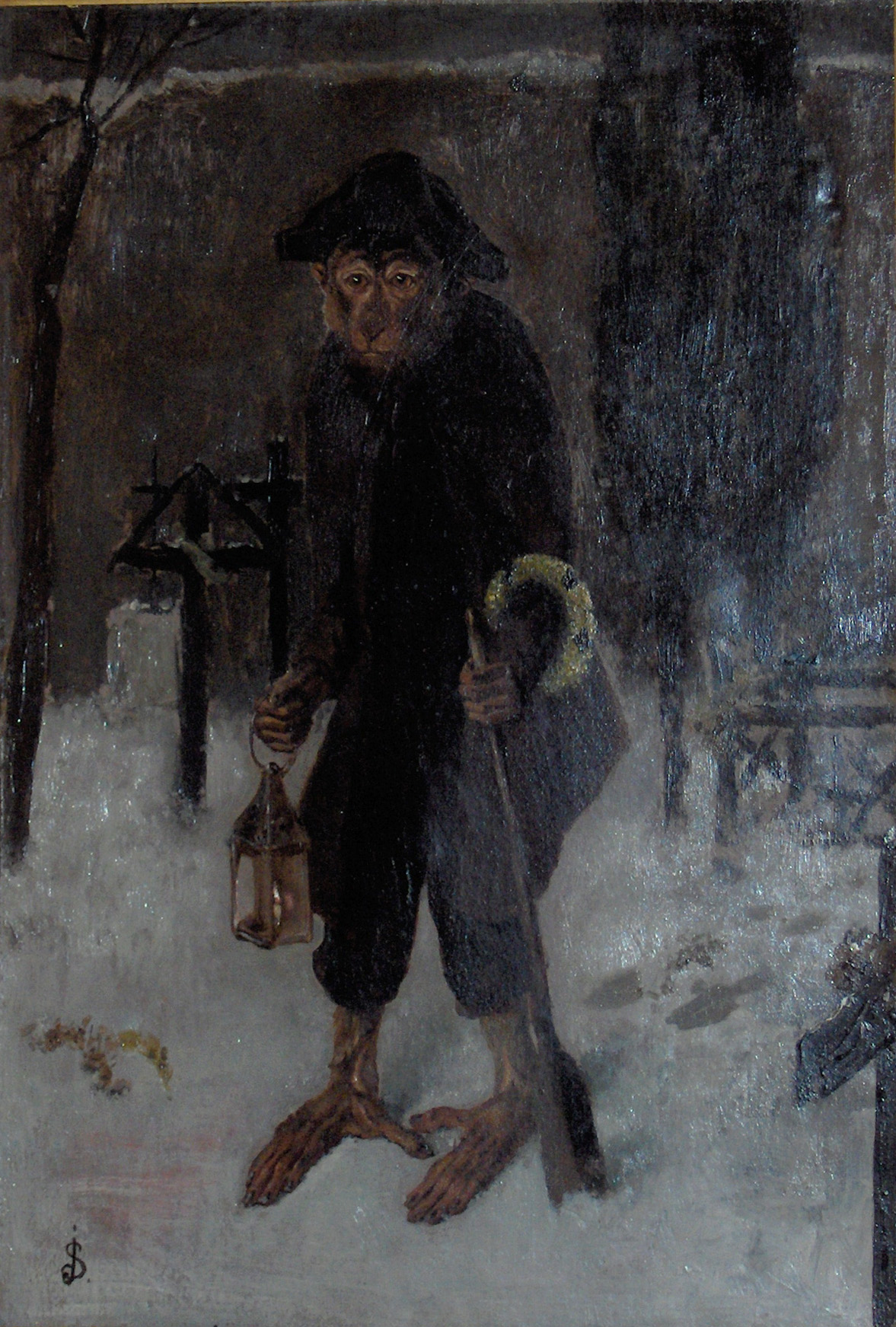
Joseph Stevens (1819-1892) : Croque-mort, huile sans date (singe déguisé en croque-mort)

La littérature exprime généralement une aversion spontanée contre le croque-mort, métier dont on peut avoir honte, comme décrit Émile Zola dans le petit récit Un Croquemort. Et si ce même Zola décrit dans Nana un jockey d'une gaieté de croque-mort, le lecteur comprend que c'est un trait d'humour noir et qu'il s'agit de quelqu'un sans gaieté, d'un personnage sombre, voire un porte-malheur. Ainsi dans la nouvelle Le Bonnet de maître Ulrik (1832), Eugène Sue  décrit comment, pendant une tempête, Maître Ulrik, surnommé croque-mort, porteur de malheur, est mis à la mer par l'équipage superstitieux.
Quelques exemples de textes sur les croque-mort :   
- La Bouquetière et le Croque-Mort, poème de Béranger, 1807[17].
- Pétrus Borel, Le croque-mort, dans : Les Français peints par eux-mêmes : encyclopédie morale du dix-neuvième siècle, Volume 2, 1840[18],[19].
- Charles Virmaître et Henry Buguet, Paris Croque-Mort, illustré par Alfred Choubrac, 1889[20].
- Edouard Brisebarre, Eugène Nyon, Histoire d'une rose et d'un croquemort: drame en cinq actes, 1851[21].
- Charles Rabou Les Regrets, dans: Contes bruns, 1832[22].
- Walter Thornbury, La fosse commune, dans: The Savage-club papers for 1868[23].
- Léon Gozlan, Les Nuits du Père Lachaise, 1845 [24]
- Léo Malet, Un croque-mort nommé Nestor, 1969.
- Bruno Schulz, Le sanatorium au croque-mort, 1974.
- Raffy Shart, La revanche de Peter le croque-mort, livre pour enfants, 2000[25].
- Thibault Gardereau, Le livre d'un croque-mort : roman, 2003[26].
- Guillaume Bailly, Mes sincères condoléances , mémoires incroyables d'un croque-mort, 2020
- Thomas Paris, Pissenlits et petits oignons roman, 2005[27].
- Julien Bernard, Croquemort: Une anthropologie des émotions, 2009[28].
- Salvatore Adamo, Fais-toi Croque-mort, chanson[29].
- Mathias Bones, souvent accompagné de vautours, dans les bandes dessinées Lucky Luke.

Le mot croque-mort est aussi utilisé dans un sens figuratif, par exemple dans le titre d'un journal Le Croque-mort de la presse : nécrologie politique, littéraire, typographique et bibliographique de tous les journaux, ou dans ce texte de Charles Baudelaire sur l'habit noir (Salon de 1859):
« Remarquez bien que l’habit noir et la redingote ont non seulement leur beauté politique, qui est l’expression de l’égalité universelle, mais encore leur beauté poétique, qui est l’expression de l’âme publique ; une immense défilade de croque-morts, croque-morts politiques, croque-morts amoureux, croque-morts bourgeois. Nous célébrons tous quelque enterrement. »
Le thème peut aussi servir de prétexte à de l'humour noir : selon Léon-Paul Fargue « Le métier de croque-mort n'a aucun avenir. Les clients ne sont pas fidèles. »

## Dans les beaux-arts
En peinture, en dehors du sujet Croquemort, de Joseph Stevens, portraiturant un singe déguisé en croque-mort, il est à signaler une toile intitulée Les croque-morts, ou une Réunion d'amis, d'Albert Anatole Lambron des Piltières , représentant, dans une guinguette parisienne, une tablée de cochers de corbillard et de croque-morts venus se reposer de leur labeur en buvant le verre de l'amitié, et qui eut beaucoup de succès au salon de 1861, tant par son réalisme que par son étrangeté.

## Jeu vidéo
Figure incontournable dans de nombreux domaines ainsi que dans la culture geek mais qui sait pourtant se faire discrète, le croque-mort est source d’humour tout autant que de superstitions. Tantôt victime d’une société, tantôt modèle universel social, ici incarnation du malheur et de la tristesse, là, source d’amusement et de dé-dramatisation. Quoi qu’il en soit et quoi qu’on en pense, c’est un personnage qui ne mérite pas d’être « croqué » de l’histoire du jeu vidéo , bien au contraire.[non neutre]
- Dans le jeu mobile  Brawl Stars, un personnage énigmatique du nom de Mortis aurait comme profession Croquemort et fossoyeur
- Dans le jeu vidéo  Graveyard Keeper, vous incarnez un personnage dont l'un des nombreux métiers en rapport à la gestion d’un cimetière est Croquemort
- Dans le jeu vidéo League of Legends, un personnage jouable du nom de Yorick est un fossoyeur mais serait de plus Croquemort selon certains de ses samples dans le jeu
- Dans Yu-Gi-Oh, une carte du nom de « croque-mort magique » apparaît dans plusieurs jeux vidéos de la licence
- Dans le jeu vidéo Hitman 3, la deuxième destination du jeu, Dartmoor, en Angleterre, présente un enterrement factice de la cible principale ; le joueur peut, notamment, trouver un croque-mort chargé des préparatifs et prendre son déguisement.